# داوینچی‌ریزالو
داوینچی‌ریزالو یک برنامه درجه‌بندی رنگ، تصحیح رنگ، جلوه‌های بصری و ویرایش ویدیو پس از تولید صدا برای مک‌اواس، ویندوز و لینوکس است که توسط بلک‌مجیک دیزاین توسعه یافته است. تا سال ۲۰۰۹ توسط داوینچی سیستمز به عنوان داوینچی‌ریزالو توسعه داده شد، زمانی که داوینچی سیستم توسط بلک‌مجیک دیزاین خریداری شد. علاوه بر نسخه تجاری نرم افزار (معروف به داوینچی‌ریزالو استودیو )، بلک‌مجیک دیزاین یک نسخه رایگان را نیز با عملکرد کاهش یافته، به سادگی داوینچی‌ریزالو (که قبلا به عنوان داوینچی‌ریزالو لایت شناخته می شد) توزیع می‌کند.
داوینچی ریزالو از چندین صفحه به نام های زیر تشکیل شده است:
صفحه مدیا (Media Page) : برای دسترسی به مدیا ها
صفحه ادیت (Edit Page) : برای ادیت سریع ویدیو
صفحه تریم (Trim Page) : برای ادیت و استاده از افکت های ساده
صفحه فیوژن (Fusion Page) : سیستم جلوه های ویژه و کامپوزیت دو بعدی و سه بعدی نود بیس داوینچی
صفحه کالر (Color Page) : سیستم نود بین اصلاح رنگ داوینچی
صفحع اکسپورت (Export Page) : برای خروجی گرفتن از نرم افزار
صفحع فیرلایت (Fairlight Page) : سیستم صدا سازی و صداگذاری پیشرفته داوینچی

## توسعه

### توسعه اصلی سیستم داوینچی (۲۰۰۳-۲۰۰۹)
نسخه‌های اولیه داوینچی‌ریزالو (که در آن زمان به عنوان دا وینچی ریزالو شناخته می‌شد) ابزارهای نرم‌افزاری مستقل از وضوح بودند که توسط سیستم‌های داوینچی (مستقر در کورال اسپرینگز، فلوریدا )، که قبلاً سیستم‌های تصحیح رنگ دیگری مانند داوینچی کلاسیک (۱۹۸۵)، داوینچی رنسانس (۱۹۹۰) و داوینچی ۲کی (۱۹۹۸) تولید کرده بود. این سیستم برای اولین بار در سال ۲۰۰۳ اعلام شد و در سال ۲۰۰۴ منتشر شد  این کار با سه پیکربندی ممکن آغاز شد: ابزار تصحیح رنگ متوسط دیجیتال ریزالو دی‌آی، ابزار جلوه‌های بصری ریزالو اف‌اکس و ابزار پردازش وضوح ۲کی ریزالو آرتی . این نسخه‌های اولیه منحصراً در کنترلرهای سخت افزاری اختصاصی ادغام شدند.